# Eduardo Michaelsen
Eduardo Michaelsen y Rivery nació en Santiago de Cuba, Cuba el 18 de abril de 1920 y murió en San Francisco el 26 de enero de 2010. En 1944 estudió durante 2 meses en la Escuela Nacional de Bellas Artes “San Alejandro” en La Habana, Cuba y en 1967 comenzó un curso de Museografía en el Museo Nacional de Bellas Artes, de La Habana, Cuba.
Desde 1955 hasta 1972 fue Asistente Técnico del Departamento de Restauración del Museo Nacional de Bellas Artes. Desde 1980, y hasta su muerte, residíó en San Francisco, California, Estados Unidos. Dentro de las artes plásticas trabajó, sobre todo, la pintura.

## Exposiciones personales
Presentó Oleos. Michaelsen desde el 23 de abril al 10 de mayo de 1963 en el Liceo de La Habana, Cuba.
En 1978 también mostró Escucha mi son. Michaelsen 21 óleos en la Galería Ho Chi Minh del Ministerio de Justicia en La Habana, Cuba. Tres años después algunas Obras por E. Michaelsen fueron exhibidas en Main Line Gifts, San Francisco, California, Estados Unidos. En enero de 1991 colocó su nombre a otra exposición suya en el San Francisco Artspace, San Francisco. Later, in 1994  Memorias de Cuba y temas de Santería. Paintings and Drawings were exhibited deade el 19 de mayo hasta el 11 de junio en la Meridian Gallery de San Francisco y en noviembre de 1997 mostró Michaelsen. Oil on Canvas en la Cuban Collection Fine Art de Coral Gables, Florida, Estados Unidos.

## Exposiciones colectivas
Participó en octubre de 1962 en Trabajadores del Museo Nacional en el Museo Nacional de Bellas Artes, en La Habana, Cuba. En 1982 hizo 10 Out of Cuba en la INTAR Latin American Gallery de New York, Estados Unidos y en 1987 Art in Exile. An exhibit of Immigrants Artists desde el 22 de julio hasta el 15 de agosto en la Nexus Gallery de Filadelfia, Pensilvania, Estados Unidos. 1995 trajo Absolut Mariel. A Historic Overview 1980-1995 desde el 13 de mayo hasta el 2 de junio en el South Florida Art Center, Ground Level Gallery en Miami Beach, Florida, Estados Unidos y también una subasta de obras de artistas contemporáneos para Benefit FAITH Services en el mes de mayo en la Jadite Galleries de New York, Estados Unidos para coleccionar, conservar, exhibir, e interpretar las artes visuales producidas por artistas de herencia cubana.

## Colecciones
- Museo Nacional de Bellas Artes de La Habana, Cuba.

- Datos: Q5340695